# Paul-Alexandre Dumas
Pour les articles homonymes, voir Dumas.
Paul-Alexandre Dumas, né à Paris, est un graveur sur bois et ébéniste français du XXe siècle.

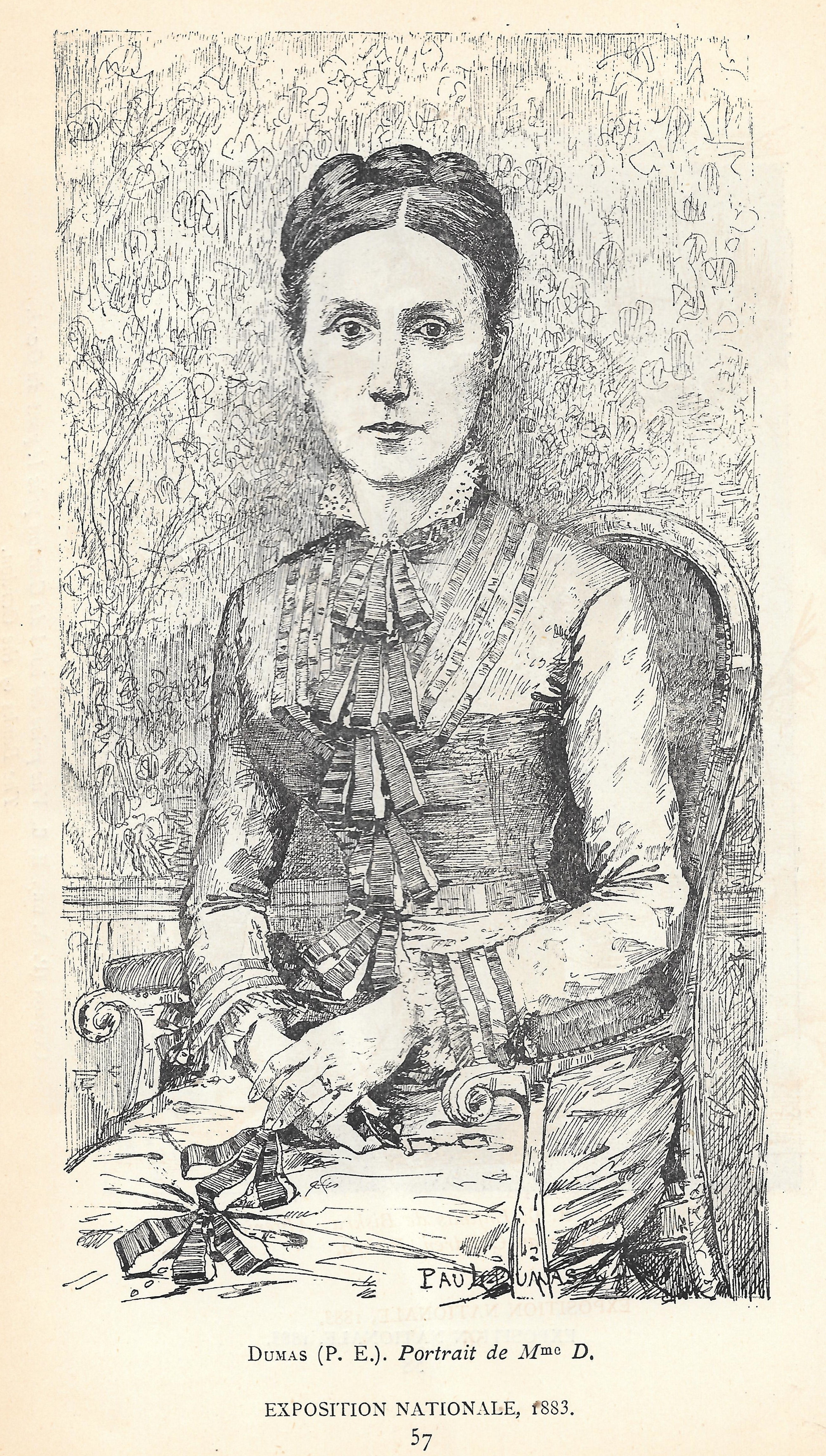
Portrait de Madame D., Exposition nationale de 1883.

## Biographie
Paul-Alexandre Dumas étudie la gravure auprès de Alexandre Blondeau et de Léon Jouenne, ainsi que l'ébénisterie auprès de Louis Majorelle.
Il expose au Salon des artistes français, dont il est membre, à partir de 1928, notamment la gravure sur bois Turcs au travail d'après Lothar Schreyer, qui lui vaut une mention honorable.